# Последнее извещение (фильм)
«Последнее извещение» (англ. Final Notice) — телефильм. Экранизация романа Джонатана Вэйлина. Премьера в США — 29 ноября 1989 года. Фильм являлся пилотным проектом кабельной телесети.

## Сюжет
Частный сыщик Гарри Стоунер ведёт расследование убийства молодой женщины. Ключом к разгадке преступления могут стать книги по искусству принадлежавшие убитой и повреждённые убийцей. Детективу приходится заручиться поддержкой библиотекаря Кейт Дэвис в попытке разгадать тайну. К несчастью для Стоунера Кейт оказывается феминисткой и воспринимает детектива старомодным мужским шовинистом. Позже Гарри сталкивается с ещё одной проблемой. Осознав, что полюбил свою помощницу, растерянный Стоунер не знает, что делать дальше…

## В ролях
- Джил Джерард — Гарри Стоунер
- Мелоди Андерсон — Кейт Дэвис
- Джеки Барроуз
- Кевин Хикс
- Луиза Флетчер — миссис Лорд
- Дэвид Огден Стайерз
- Стив Лэндесберг — лейтенант Эл Франк
- Ховард Джером — Джордж Сакс
- Малкольм Стюарт — Джордж Дефриз
- Алан С. Петерсон — Норрис Коттс
- Тед Дикстра — Джеральд Артур
- Сэм Малкин — Луи Аамонс
- Элизабет Ленни — Дженни Килгор
- Ларри Рейнольдс — Поп
- Хелен Хьюз — миссис Гибсон
- Дуэйн МакЛин — Луи Тортон
- Виктор Эртманис — Лестер
- Дж. Уинстон Кэрролл — шериф Леви
- Джон Руттер — бармен
- Ким Борн — Твайла Белтон

## Съёмочная группа
- Режиссёр — Стивен Хиллиард Стерн
- Продюсеры — Джей Бернштейн (исполнительный продюсер), Пол Фриман, Джеффри Мортон (исполнительный продюсер)
- Сценаристы — Джон Гэй по роману Джонатана Вэйлина
- Оператор — Фрэнк Тайди
- Композитор — Том Скотт

## Интересные факты
Несмотря на то, что действие фильма проходило в Цинциннати, родном городе Вэйлина, большая его часть была снята в Торонто (Онтарио, Канада), что вызвало неудовольствие у земляков писателя.